# 第70回日劇學院賞
←第69回 - 第70回 - 第71回→
第70回日劇學院賞，針對2011年7月到9月在日本播出的夏季檔連續劇做出的投票與評比。本季除了主題曲此項，由富士電視台的《儘管如此也要活下去》獲得其餘所有獎項（此劇為單主演，女主角此項未參選）。

## 最優秀作品賞
1. 儘管如此也要活下去
2. 太陽公公
3. 勇者義彥和魔王之城

- 讀者票：1.原來是美男；2.陽子；3.全開女孩；4.儘管如此也要活下去
- 記者票：1.儘管如此也要活下去；2.陽子；3.勇者義彥和魔王之城；4.原來是美男
- 評審票：1.儘管如此也要活下去；2.勇者義彥和魔王之城；3.唐吉訶德；4.陽子

## 主演男優賞
1. 瑛太（儘管如此也要活下去）
2. 松田翔太（唐吉訶德）
3. 山田孝之（勇者義彥和魔王之城）

- 讀者票：1.玉森裕太（原來是美男）；2.瑛太（儘管如此也要活下去）；3.松田翔太（唐吉訶德）
- 記者票：1.瑛太（儘管如此也要活下去）；2.松田翔太（唐吉訶德）；3.山田孝之（勇者義彥和魔王之城）
- 評審票：1.瑛太（儘管如此也要活下去）；2.松田翔太（唐吉訶德）；3.山田孝之（勇者義彥和魔王之城）

## 主演女優賞
1. 井上真央（太陽公公）
2. 江角真紀子（暴走醫生）
3. 瀧本美織（原來是美男）

- 讀者票：1.井上真央（陽子）；2.瀧本美織（原來是美男）；3.新垣結衣（全開女孩）
- 記者票：1.井上真央（陽子）；2.瀧本美織（原來是美男）；3.江角真紀子（暴走法醫）
- 評審票：1.井上真央（陽子）；2.江角真紀子（暴走法醫）；3.黑木瞳（下流之宴（日语：下流の宴））

## 助演男優賞
1. 風間俊介（儘管如此也要活下去）[2]
2. 錦戶亮（全開女孩）
3. 高橋克實（唐吉訶德）

- 讀者票：1.錦戶亮（全開女孩）；2.高良健吾（陽子）；3.桐谷健太（絕對零度）
- 記者票：1.風間俊介（儘管如此也要活下去）；2.錦戶亮（全開女孩）；3.高橋克實（唐吉訶德）
- 評審票：1.風間俊介（儘管如此也要活下去）；2.高橋克實（唐吉訶德）3.窪田正孝（下流之宴（日语：下流の宴））

## 助演女優賞
1. 大竹忍（儘管如此也要活下去）
2. 滿島光（儘管如此也要活下去）[3]
3. 石原聰美（暴走法醫）

- 讀者票：1.石原聰美（暴走法醫）；2.滿島光（儘管如此也要活下去）；3.小嶋陽菜（原來是美男）
- 記者票：1.大竹忍（儘管如此也要活下去）；2.滿島光（儘管如此也要活下去）；3.真矢美季（太陽會再升起（日语：陽はまた昇る (2011年のテレビドラマ)））
- 評審票：1.大竹忍（儘管如此也要活下去）；2.滿島光（儘管如此也要活下去）；3.美波（下流之宴（日语：下流の宴））

## 主題曲賞
- AKB48「飛翔入手」 （花樣少年少女）

## 腳本賞
1. 坂元裕二（儘管如此也要活下去）
2. 岡田惠和（太陽公公）
3. 福田雄一（勇者義彥和魔王之城）

## 監督賞
1. 永山耕三、宮本理江子、並木道子（儘管如此也要活下去）
2. 福田雄一（勇者義彥和魔王之城）
3. 飯塚健（荒川爆笑團）

## 特別賞
- 《冷暖人間》 最終季